# Tolteca hesperia
Tolteca hesperia is een spinnensoort uit de familie trilspinnen (Pholcidae). De soort komt voor in Mexico en is de typesoort van het geslacht Tolteca.